# Сен-Манж
Сен-Манж (фр. Saint-Menges) — коммуна во Франции, находится в регионе Шампань — Арденны. Департамент коммуны — Арденны. Входит в состав кантона Западный Седан. Округ коммуны — Седан.
Код INSEE коммуны — 08391.
Коммуна расположена приблизительно в 220 км к северо-востоку от Парижа, в 100 км северо-восточнее Шалон-ан-Шампани, в 16 км к востоку от Шарлевиль-Мезьера.

## Население
Население коммуны на 2008 год составляло 1049 человек.
| 1962 | 1968 | 1975 | 1982 | 1990 | 1999 | 2008 |
| ---- | ---- | ---- | ---- | ---- | ---- | ---- |
| 1154 | 1133 | 1058 | 976  | 964  | 996  | 1049 |

## Администрация
| Период | Период | Фамилия        | Партия | Должность |
| ------ | ------ | -------------- | ------ | --------- |
| 2001   | 2005   | Эрве де Деккер | SE     |           |
| 2005   | 2008   | Бернар Жибу    | SE     |           |
| 2008   |        | Роже Ватле     |        |           |

## Экономика
В 2007 году среди 656 человек в трудоспособном возрасте (15—64 лет) 469 были экономически активными, 187 — неактивными (показатель активности — 71,5 %, в 1999 году было 65,0 %). Из 469 активных работали 398 человек (234 мужчины и 164 женщины), безработных было 71 (29 мужчин и 42 женщины). Среди 187 неактивных 50 человек были учениками или студентами, 70 — пенсионерами, 67 были неактивными по другим причинам.

## Достопримечательности
- Ораторий
- Руины замка
- Церковь Сен-Манж
- Римская дорога

## Фотогалерея

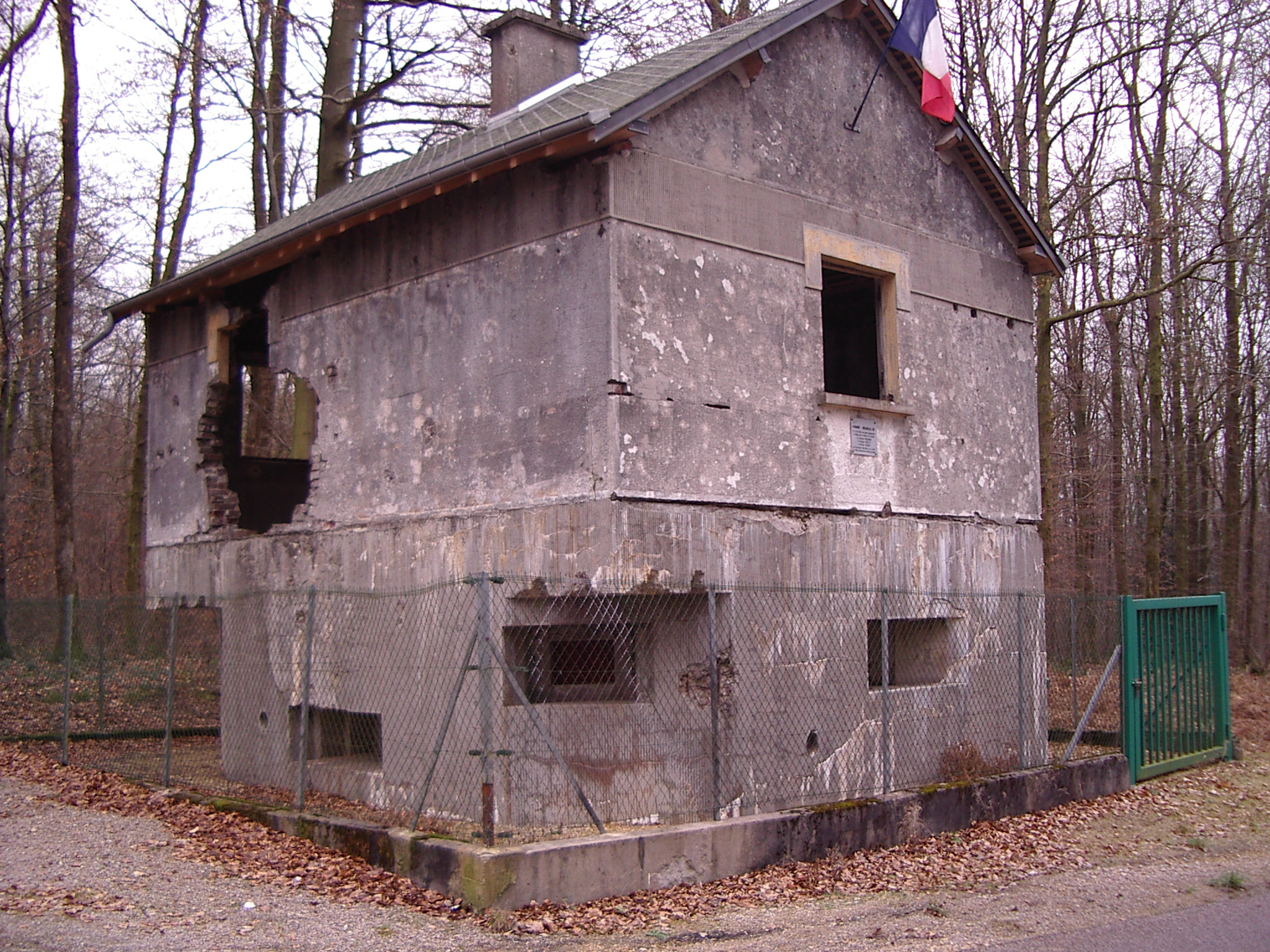
Укреплённый дом
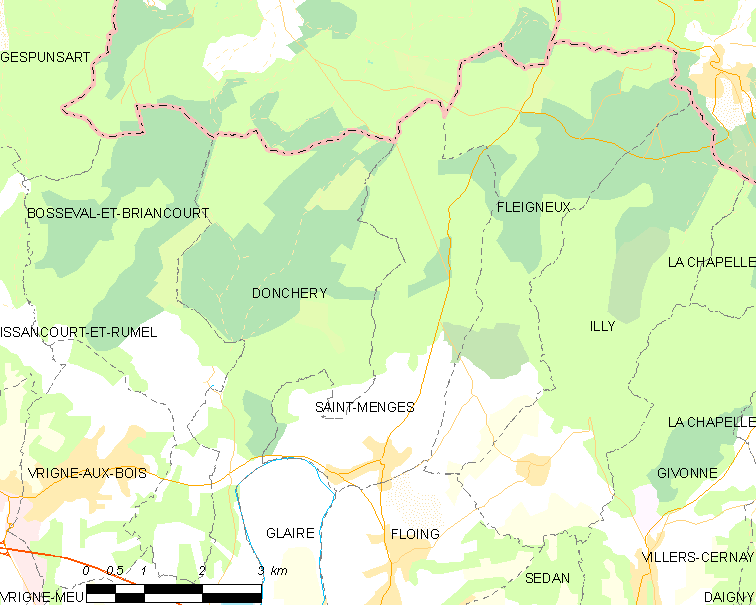
Карта коммуны